# Zona urbana (programa de televisión)
Zona urbana fue un programa televisivo uruguayo que se emitió por el Canal 10, entre 2003 y 2006.
Conducido por Ignacio Álvarez, Gustavo Escanlar, Gabriel Pereyra y otros periodistas. Se caracterizó por una imagen moderna y dinámica y un estilo de investigación periodística. Contó, entre otros, con la participación de la economista Laura Raffo, quien exponía en términos claros y metódicos para el público común los más diversos temas de carácter pecuniario, como los intereses cobrados por las tarjetas de crédito. Posteriormente participó Cecilia Bonino como entrevistadora.
Tuvo picos de teleaudiencia poco usuales en Uruguay llegando a ser el programa más visto en los últimos 10 años.
El programa realizaba investigaciones periodísticas sobre la realidad política, económica y social del país.